# Domovoj-agitator
Domovoj-agitator (Домовой-агитатор) è un film del 1920 diretto da Jurij Željabužskij.